# Douglas Tompkins
Douglas Rainsford Tompkins (Conneaut, 20 maart 1943 – Coyhaique,  8 december 2015) was een Amerikaans zakenman, filantroop, buitensporter, natuurbeschermer en filmmaker.

## Biografie
In 1966 richt Tompkins, dan al een bedreven buitensporter, samen met een vriend het buitensportmerk The North Face op, dat hij echter na twee jaar verkoopt.
Samen met zijn eerste vrouw Susie Tompkins-Buell begint Tompkins vervolgens kledingmerk Esprit Holdings. In 1989 besluit hij ook zijn aandelen in dat bedrijf te verkopen. Het levert hem naar schatting 125 à 150 miljoen dollar op.
Na de verkoop van zijn belang in Esprit verhuisde Tompkins naar het zuiden van Chili, waar hij veel tijd doorbracht met klimmen, kajakken en skiën, en waar hij zich volledig ging focussen op milieubehoud. In 1990 richt hij de Deep Ecology Foundation op, een organisatie die milieuactivisme ondersteunt. In 1992 richtte hij de Conservation Land Trust op, dat zich het behoud van wildernis in Chili en Argentinië ten doel stelde. 
Samen met zijn tweede vrouw Kris McDivitt Tompkins, jarenlang bestuursvoorzitter van buitensportmerk Patagonia, begint hij met het opkopen van land in Patagonië, met als doel natuurparken te creëren en het landschap terug te brengen naar de oorspronkelijke staat, om deze nadien over te dragen aan de Chileense en Argentijnse overheid. Via hun stichtingen kochten ze zo’n 8 à 900.000 hectare aan grond op.
Ze richtten zeven verschillende natuurreservaten op. De belangrijkste hieronder zijn het Pumalín Park, het Nationaal park Corcovado. De Tompkins Foundation creëerde ook de Ruta de los Parques.
Wanneer hij in 2015 met enkele vrienden een kajaktocht maakt op het General Carrera-meer in het zuiden van Chili komt hij in het water terecht, raakt sterk onderkoeld en overlijdt als gevolg hiervan.